# Scorpaena elongata
Scorpaena elongata Cadenat,1943, conosciuto comunemente come Scorfano rosa, è un pesce d'acqua salata appartenente alla famiglia Scorpaenidae, sottofamiglia Scorpaeninae.

## Distribuzione e habitat
Questa specie è diffusa nell'Atlantico orientale, nel Mediterraneo e nel Mar Rosso, dove predilige fondali rocciosi.

## Descrizione
La forma è tipica degli scorfani, con testa grossa e verrucosa, ventre pronunciato e peduncolo caudale sottile. Le pinne pettorali sono ampie, la pinna dorsale è retta anteriormente da 11 grossi aculei, le altre pinne sono robuste e tondeggianti, con raggi spessi e acuminati. La livrea è mimetica con fondo bruno rosato e screziature rosso vivo, bianche e brune. 
Raggiunge una lunghezza massima di 50 cm.

## Riproduzione
Il periodo riproduttivo è compreso tra agosto e settembre.

## Alimentazione
È un pesce predatore: si nutre di invertebrati, pesci e gamberi.

## Pesca
Anche se non è una specie ambìta e ricercata, è utilizzata per zuppe di pesce e fumetti.